# Australicium
Australicium is een geslacht van schimmels uit de orde Polyporales. De typesoort is Australicium singulare. De familie is nog niet met zekerheid bepaald (Incertae sedis).

## Soorten
Volgens Index Fungorum telt het geslacht twee soorten (peildatum april 2022):
| Soortnaam                   | Auteur(s)                       | Publicatiejaar |
| --------------------------- | ------------------------------- | -------------- |
| Australicium cylindrosporum | Hjortstam & Ryvarden            | 2005           |
| Australicium singulare      | (G. Cunn.) Hjortstam & Ryvarden | 2002           |